# Grote Prijs Jean-Pierre Monsére
Der Grote Prijs Jean-Pierre Monseré ist ein belgisches Eintagesrennen im Straßenradsport.
Das Rennen wird seit 2012 im Gedenken an den 1971 bei einem Rennunfall gestorbenen Radweltmeister Jean-Pierre Monseré ausgetragen. Es ist seit 2017 Teil der UCI Europe Tour in Kategorie 1.1. Organisator ist der K.W.C. Dd Mandelzonen.

## Palmarès
| Jahr | Sieger                   | Zweiter                  | Dritter             |          |
| ---- | ------------------------ | ------------------------ | ------------------- | -------- |
| 2012 | Frédéric Amorison        | Paavo Paajanen           | Baptiste Planckaert |          |
| 2013 | Tom Van Asbroeck         | Wouter Wippert           | Baptiste Planckaert |          |
| 2014 | Guillaume Van Keirsbulck | Mathieu van der Poel     | Iljo Keisse         |          |
| 2015 | Jürgen Roelandts         | Jérôme Baugnies          | Danny van Poppel    |          |
| 2016 | Lars Boom                | Stijn Steels             | Timothy Dupont      |          |
| 2017 | Laurens Sweeck           | Roy Jans                 | Jérôme Baugnies     |          |
| 2018 | André Looij              | Pierre Barbier           | Kenny Dehaes        |          |
| 2019 | abgesagt                 | abgesagt                 | abgesagt            | abgesagt |
| 2020 | Fabio Jakobsen           | Timothy Dupont           | Alfdan De Decker    |          |
| 2021 | Tim Merlier              | Mark Cavendish           | Timothy Dupont      |          |
| 2022 | Arnaud De Lie            | Dries De Bondt           | Hugo Hofstetter     |          |
| 2023 | Gerben Thijssen          | Caleb Ewan               | Sam Welsford        |          |
| 2024 | Jarne Van de Paar        | Timothy Dupont           | David Dekker        |          |
| 2025 | Alexys Brunel            | Stian Edvardsen-Fredheim | Michiel Coppens     |          |